# Malwarebytes

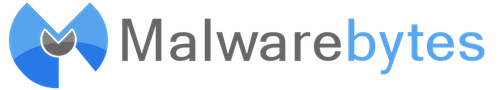
Logo bis 2016

Malwarebytes ist eine Anti-Malware-Software des im kalifornischen Santa Clara ansässigen Unternehmens Malwarebytes Inc. Sie ist für die Betriebssysteme Windows, macOS und Android verfügbar und, mit mehr als 100 Millionen Downloads, eine der verbreitetsten Anti-Malware-Lösungen. Im Jahr 2011 wurde das Unternehmen mit mehr als 20 Millionen Downloads als sechsthäufigster Download bei CNET ausgezeichnet. Malewarebytes 3.5.1 ist die letzte Version die Windows XP und Vista unterstützt und auch weiterhin mit aktuellen Updates für Windows XP und Vista versorgt wird.

## Umfang
Das Geschäftsmodell ist Freemium. Die kostenlose Testversion der Software ist 14 Tage lang ohne Einschränkungen nutzbar und mit der Premiumvariante identisch. Sie enthält einen Echtzeitscanner mit Anti-Ransomware und Web-Schutz. Ohne kostenpflichtige Aktualisierung auf die Premiumvariante wird Malwarebytes danach zum Basisprodukt umgewandelt, mit einem Malware-Scanner und -Entferner, der fortan „manuell“ auf dem neuesten Stand gehalten werden muss.
Malwarebytes Endpoint Security ist eine Software für den Unternehmenseinsatz.

## Tests
Die Netzwelt.de-Redaktion hob die ressourcenschonenden Scans hervor. Das Fazit von Chip.de fiel kritischer aus. Beim Programm würden in der Freeware-Version Funktionen fehlen, die bei vergleichbaren Lösungen ohne Aufpreis für eine Pro-Version verfügbar sind. Dennoch wird das Programm von vielen Communitys, die sich auf die Entfernung von Schadprogrammen spezialisiert haben, empfohlen, beispielsweise von trojaner-board.de und bleepingcomputer.com.

## Kritik
Im Gegensatz zu vielen anderen Malware-Scannern meldete Malwarebytes die EICAR-Testdatei nicht als Bedrohung. Die Meldung beim Prüfen der Datei lautete stattdessen „Infizierte Dateien: 0 (Keine bösartigen Objekte gefunden)“. Dies war zumindest bedenklich, weil die Testdatei geschaffen wurde, um die Viruserkennung eines Virenscanners zu überprüfen. Die Testdatei wird inzwischen auch von Malwarebytes als Virus erkannt und angezeigt.